# 狹顱帶魚
狹顱帶魚，为輻鰭魚綱鱸形目鯖亞目带鱼科的其中一種。分布於印度西太平洋區，包括紅海、東非、澳洲、安達曼群島、中國、台灣、日本、朝鮮半島、菲律賓、泰國、馬來西亞、印尼等海域，棲息深度30-110公尺，本魚身體極度拉長側扁，並逐漸變細到一個點。腹鰭減少鱗片狀的進程;尾鰭缺席。側線運行幾乎直中旬的橫向接近腹比背輪廓。顏色是銀白色的銀灰色，背鰭硬棘5枚;背鰭軟條126-144枚;臀鰭硬棘2枚;臀鰭軟條47-50枚，體長可達90公分，棲息在沿海，屬肉食性，以甲殼類、小魚等為食，可做為食用魚。

## 外部連結
狹顱帶魚的圖片
Fishbase